# Melanocera
Melanocera é um gênero de mariposa pertencente à família Saturniidae.

## Espécies
- Melanocera dargei Terral, 1991
- Melanocera menippe (Westwood, 1849)
- Melanocera nereis (Rothschild, 1898)
- Melanocera parva Rothschild, 1907
- Melanocera pinheyi Lemaire & Rougeot, 1974
- Melanocera pujoli Lemaire & Rougeot, 1974
- Melanocera sufferti (Weymer, 1896)
- Melanocera widenti Terral & Darge, 1991